# Thierry Agullo
 (mars 2018).
Thierry Agullo est un artiste français né le 14 février 1945 à Bordeaux et mort d'un accident de voiture le 29 janvier 1980 à Chantillac en Charente.
Il reste surtout connu pour ses collections de fers à chaussures et autres objets dans la mouvance de l'art sociologique des années 1970.

## Biographie
Thierry Agullo est né en 1945 à Bordeaux.
Il s'intéresse jeune à la typographie et l'édition dont il fait l'apprentissage chez Robert Morel puis au Soleil Noir.
À partir de 1965, il commence à collectionner des fers à chaussures usagés - qu'il exposera pour la première fois en décembre 1972 - puis des portefeuilles, porte-monnaie et gants.
À partir de 1971, il produit également des compositions typographiques, collages de mots découpés.
En 1974, il rencontre l'artiste Pierre Molinier dont il devient un modèle privilégié en même temps qu'un ami intime.

De leur complicité résultent deux séries de photographies : L'Indécence, 110 clichés en noir et blanc regroupés dans un recueil à tirage limité édité par la galerie À l'Enseigne des Oudins en 1975, et Thérèse Agullo sur le thème de l'androgynie, réalisée en 1976 juste avant le suicide de Pierre Molinier.
En 1975, il rejoint le Collectif d'Art Sociologique qui s'est fondé en 1974 autour de Fred Forest.
En 1977, il est le personnage qu'il nomme Jack l'Inventeur d'une série de photographies réalisée par Anne Garde dans la Base sous marine de Bordeaux. 
En 1979, il devient éditeur en publiant de manière posthume les poèmes de Pierre Molinier, Les Orphéons magiques, écrits de 1946 à 1950.

## Œuvre écrite
en coédition avec la galerie Oudin
- Robinet d'amour (poème de 1977), Al Dante, 2000  (ISBN 2911073614)
- Tracts hétéroclite, Al Dante, 2000  (ISBN 2911073622)

## Sur Thierry Agullo
- Jacques Abeille D'un gant l'autre. Pour Thierry Agullo et Pierre Bourgeade Un encyclopédiste du hasard : Thierry Agullo, L'Équipement de la Pensée/Mona Lisait, 1998.

## Expositions récentes
- Pierre Molinier, la dernière année de sa vie et sa complicité avec les jeunes artistes Thierry Agullo et Luciano Castelli, galerie À l'enseigne des Ondins, Paris, hiver 1998-1999.
- Thierry Agullo, galerie À l'Enseigne des Oudins, Paris, 1er juillet au 30 septembre 2000.
- François Pluchart - l'art, un acte de participation au monde, Fonds régional d'art contemporain de Bourgogne, 16 novembre 2002 au 4 janvier 2003.